# 한국식품저장유통학회
한국식품저장유통학회는 학술지,학술간행물 및 도서 간행, 생산자 및 생산자단체의 지원 및 시범사업 목적으로 2004년 4월 13일 설립된 대한민국 농림수산식품부 소관의 사단법인이다. 사무실은 대구광역시 북구 산격동 1370, 경북대 농생대 3호관221호에 있다.

## 주요 사업
- 학술발표회, 강연회 및 강습회의 개최
- 학술 간행물 및 도서의 간행
- 생산자 및 생산자 단체의 지원 및 시범사업
- 학계, 관계 및 산업계간의 유대강화
- 학술 연구 및 기술의 국제적 교류
- 학술 연구의 장려와 우수한 업적의 표창